# خوارزمية ترتيب

في المعلوماتية أو الرياضيات، خوارزمية الترتيب هي خوارزمية تمكن من تنظيم مجموعة عناصر حسب ترتيب محدد. العناصر المراد ترتيبها توجد في مجموعة مزودة بعلاقة ترتيب.

## التصنيفات
تصنيف خوارزميات الترتيب مهم جدا، لأنه يمكن من اختيار نوع الخوارزمية الأكثر تناسبا للمشكل المعالج، مع الأخذ بعين الاعتبار السلبيات الموجودة في الخوارزمية.

### تعقيد الخوارزمية
- تعقيد الخوارزمية الزمني في الحالات الأكثر تعقيدا يمكن من تحديد الحد الأقصى لعدد العمليات التي يجب استعمالها لترتيب عناصر مجموعة مكونة من n عنصر. نستعمل لترميز هذا التعقيد لاندو: O.[1][2][3]
- تعقيد الخوارزمية الزمني في الحالة المتوسطة تمكن من مقارنة خوارزميات الترتيب وإعطاء فكرة عن الوقت اللازم لتنفيذ الخوارزمية.
- تعقيد الخوارزمية المكاني قي الحالات الأكثر تعقيدا أو الحالات المتوسطة تمثل كمية الذاكرة المستعملة في خوارزمية الترتيب. وهي أيضا مرتبطة بعدد عناصر المجموعة.

في معظم الحالات {\displaystyle T(n)=O(n^{2})\,}، وبالنسبة للبعض {\displaystyle T(n)=O(nlog(n))\,}.
الترتيب الذي يضم {\displaystyle nlog(n)\,}في المتوسط يعتبر جيدا.

### مميزات المكان
نقول أن خوارزمية مكانية إذا لم تستعمل سوى عدد محدد من المتغيرات وتُغير مباشرة المجموعة المراد ترتيبها. هذا يتطلب استعمال بنية للمعطيات مثلا جدول.

### مميز الثبات
تكون الخوارزمية ثابتة إذا كان يحافظ على الترتيب النسبي للكميات المتساوية بالنسبة لعلاقة الترتيب.
مثال، بالنسبة للعناصر الآتية:
```
(4, 1) (3, 1) (3, 7) (5, 6)
```

الذي نرتبها حسب الاحداثية الأولى (المفتاح) نجد حالتين، عندما يتم احترام الترتيب النسبي وعندما لا يحترم:
```
(3, 1) (3, 7) (4, 1) (5, 6) (ترتيب نسبي محترم)
(3, 7) (3, 1) (4, 1) (5, 6) (ترتيب نسبي متغير)
```

### أمثلة وتقنيات الترتيب
- ترتيب الفقاعات: خوارزمية رباعية, {\displaystyle T(n)=O(n^{2})\,}
- ترتيب الاختيار: خوارزمية رباعية, {\displaystyle T(n)=O(n^{2})\,}
- ترتيب بالإدراج: خوارزمية رباعية, {\displaystyle T(n)=O(n^{2})\,}
- ترتيب سريع: {\displaystyle O(n\log n)\,} في الحالات المتوسطة، لكن رباعي في الحالات الصعبة.